# 鸟鱼锭石
鸟鱼锭石，位于南沙群岛南部，是柏礁北端一形似船锭的礁石，故中国渔民向称“鸟鱼锭”。1983年中华人民共和国中国地名委员会授权公布的标准名称为“鸟鱼锭石”。